# Entophilus omnitectus
Entophilus omnitectus är en kräftdjursart som beskrevs av Richardson 1903. Entophilus omnitectus ingår i släktet Entophilus och familjen Bopyridae. Inga underarter finns listade i Catalogue of Life.